# Nysrotsväxter
Nysrotsväxter (Melanthiaceae) är en växtfamilj som omfattar  16 släkten med cirka 170  arter. Familjens medlemmar förekommer huvudsakligen i den norra temperarade zonen, men med arter så långt söderut som i Peru. De är fleråriga örter, ofta städsegröna.